# Benozzo Gozzoli

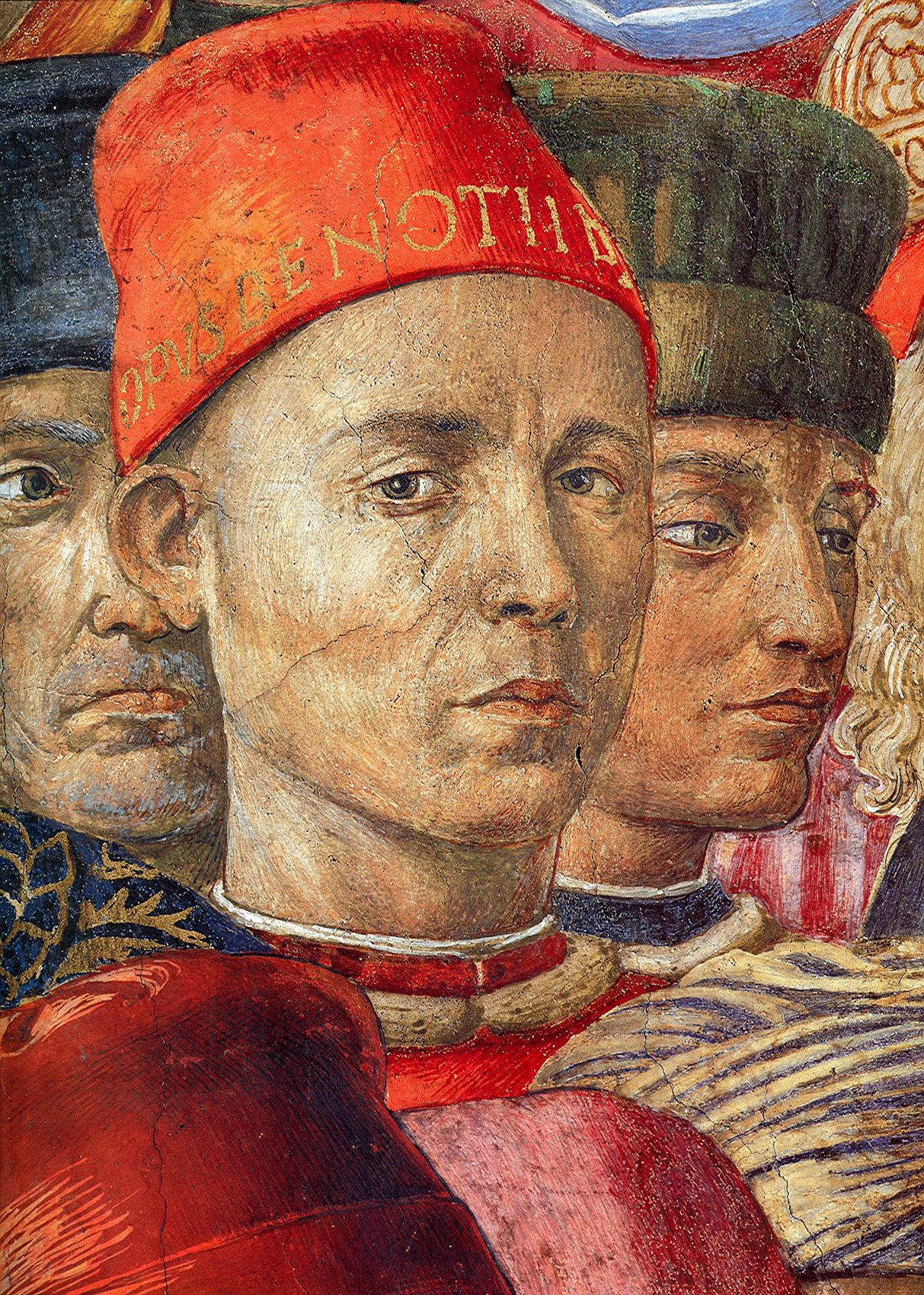
Autorretrato de Gozzoli, en la Capilla de los Magos del Palacio Medici Riccardi de Florencia. En su birrete se puede leer: Opus Benotii.

Benozzo di Lese di Sandro, llamado Benozzo Gozzoli (Sant'llario a Colombano, c. 1421-Pistoia, 1497), fue un pintor cuatrocentista italiano.

## Formación
Nació en torno al año 1421 en la localidad de Sant'llario a Colombano. En 1427 se trasladó con su familia a Florencia. Las hipótesis de los diferentes historiadores sobre su aprendizaje resultan bastante discordantes. La más aceptada es la que proporciona Giorgio Vasari según la cual Benozzo habría sido discípulo de Fra Angelico, con el que habría colaborado en la decoración de alguna de las celdas del Convento de San Marcos de Florencia. Vasari es así mismo responsable del nombre con el que se le conoce en la actualidad, ya que así lo rebautizó en su obra Le vite de' più eccellenti pittori, scultori e architettori.
Entre 1437 y 1439 pintó El rapto de Elena, tabla octogonal destinada a decorar el frente de un cassone. Entre 1440 y 1445 realizó la obra Virgen con el niño y nueve ángeles de la National Gallery de Londres.
El aprendizaje con el maestro Angélico se prolongó por espacio de diez años, interrumpidos únicamente entre los años 1444-1447, en los que Benozzo colaboró con Ghiberti en la creación de la "Puerta del Paraíso" del Baptisterio de la catedral de Florencia.
El 23 de mayo de 1447 viajó a Roma, en compañía de Fra Angélico, llamados por Eugenio IV, con el encargo de decorar una capilla del Palacio Apostólico Vaticano. Bajo las órdenes de un nuevo pontífice, Nicolás V, decoraron la capilla Nicolina, en el mismo Palacio Apostólico.
Este periodo de formación, o de colaboración, finalizó en 1449 tras la decoración de la capilla de San Bricio, en la catedral de Orvieto.

## Umbría y Lacio
En mayo de 1450 se trasladó a Umbría, donde realizó su primera obra autónoma, la Anunciación de Narni, firmada con la inscripción OPU[S] BENOT[I] DE FLORENT[IA]. En ese mismo año comenzó la decoración del Monasterio de San Fortunato, en Moltefalco, realizando, entre otras obras, el cuadro de "La Asunción de la Virgen" destinado al altar mayor, y expuesto en la actualidad en la Pinacoteca Vaticana.
En el año 1452 comenzó los frescos del ábside de la Iglesia de San Francisco. En ellos, y divididos en doce recuadros representó varias escenas de la vida del santo, así como el retrato de varios miembros famosos de la orden.

## Florencia y San Gimignano

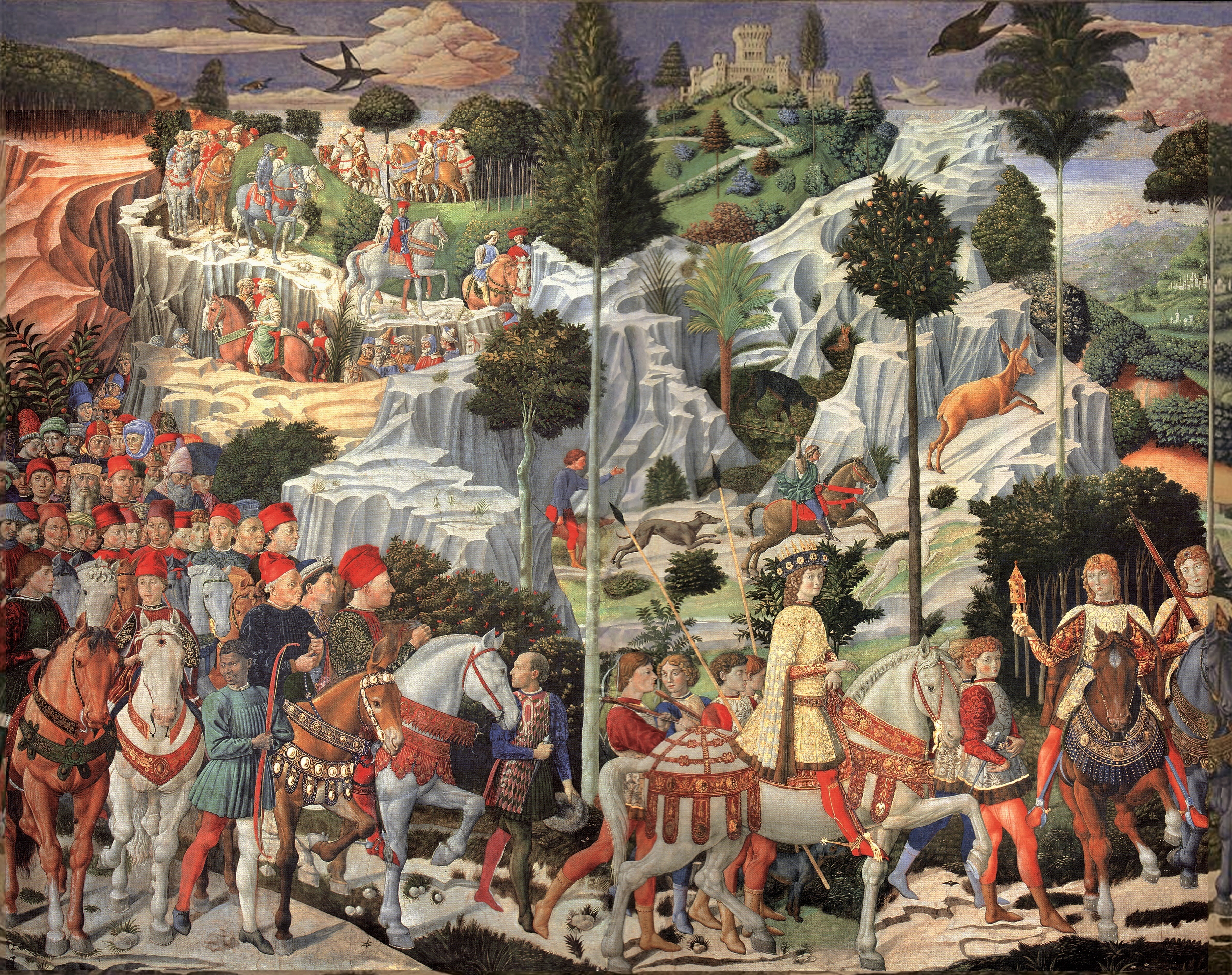
Viaje de los Magos, Palacio Medici.

En mayo de 1459 Benozzo se casó con la hija de un comerciante de tejidos, con la que tuvo nueve hijos, entre ellos Francesco y Alessio, pintores y futuros colaboradores de Gozzoli. En julio de ese mismo año comenzó la decoración de la Capilla de los Magos, en el Palacio Médici, bajo el encargo de Cósimo de Médici. Aquí se encuentra el magnífico Viaje de los reyes magos, probablemente su obra más conocida, donde el episodio bíblico sirve de pretexto al artista para representar a numerosos miembros de la familia propietaria del palacio.
Entre 1461 y 1464 realizó numerosas obras, entre ellas el Altar de la Purificación, el Festín de Herodes y Virgen con niño, que en la actualidad se encuentra en Detroit.
En 1464 viajó a la cercana localidad toscana de San Gimignano con el encargo de realizar en el claustro de la Iglesia de San Agustín un ciclo de frescos con historias de la vida del santo. Esta decoración se realizó por encargo de Domenico Stramboli.
En 1467 abandonó la localidad de San Gimignano y se estableció en Pisa.

## Los últimos años

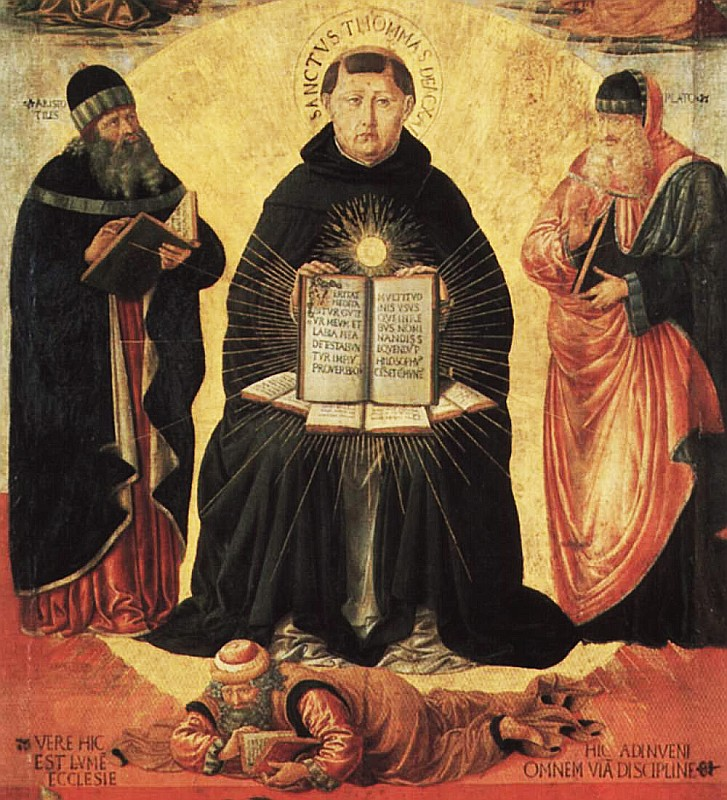
El triunfo de Santo Tomás de Aquino, Museo del Louvre.

Alrededor del año 1468 forma un taller en Pisa destinado a ayudarle a la realización de los frescos del Camposanto de Pisa, terminados en 1484. Estos frescos se destruyeron en la II Guerra Mundial a causa de un bombardeo en el año 1944.
Fueron estos años de intensa actividad, saliendo de su bottega o taller numerosas obras, destacando entre ellas El triunfo de Santo Tomás de Aquino, del Louvre, y destinado originalmente para la catedral de Pisa.
En 1495 regresó a Florencia, y tras una breve estancia se asentó definitivamente en la vecina localidad de Pistoia donde residían dos de sus hijos, Francesco, su colaborador, y Giovanni, magistrado.
El día anterior a su muerte sus hijos vendieron al cardenal Niccolò Pandolfini, obispo de Pistoia dos tablas: la Deposición de la Cruz y la Resurrección de Lázaro. 
Benozzo Gozzoli murió en Pistoia, probablemente a causa de la peste en 1497.